# Schwenheim
Pour les articles homonymes, voir Schweinheim (homonymie).
Schwenheim [ʃvɛnaim]  est une commune française située dans la circonscription administrative du Bas-Rhin et, depuis le 1er janvier 2021, dans le territoire de la Collectivité européenne d'Alsace, en région Grand Est.
Cette commune se trouve dans la région historique et culturelle d'Alsace.
Le 19 juillet 1953, la commune change de dénomination et passe de Schweinheim (Schwein veut dire cochon en allemand) à Schwenheim.

## Géographie
| Saverne      |            | Furchhausen |
| Otterswiller | Schwenheim | Wolschheim  |
| Marmoutier   | Lochwiller |             |

### Hydrographie
La commune est dans le bassin versant du Rhin au sein du bassin Rhin-Meuse. Elle est drainée par le ruisseau le Kuhbach,.

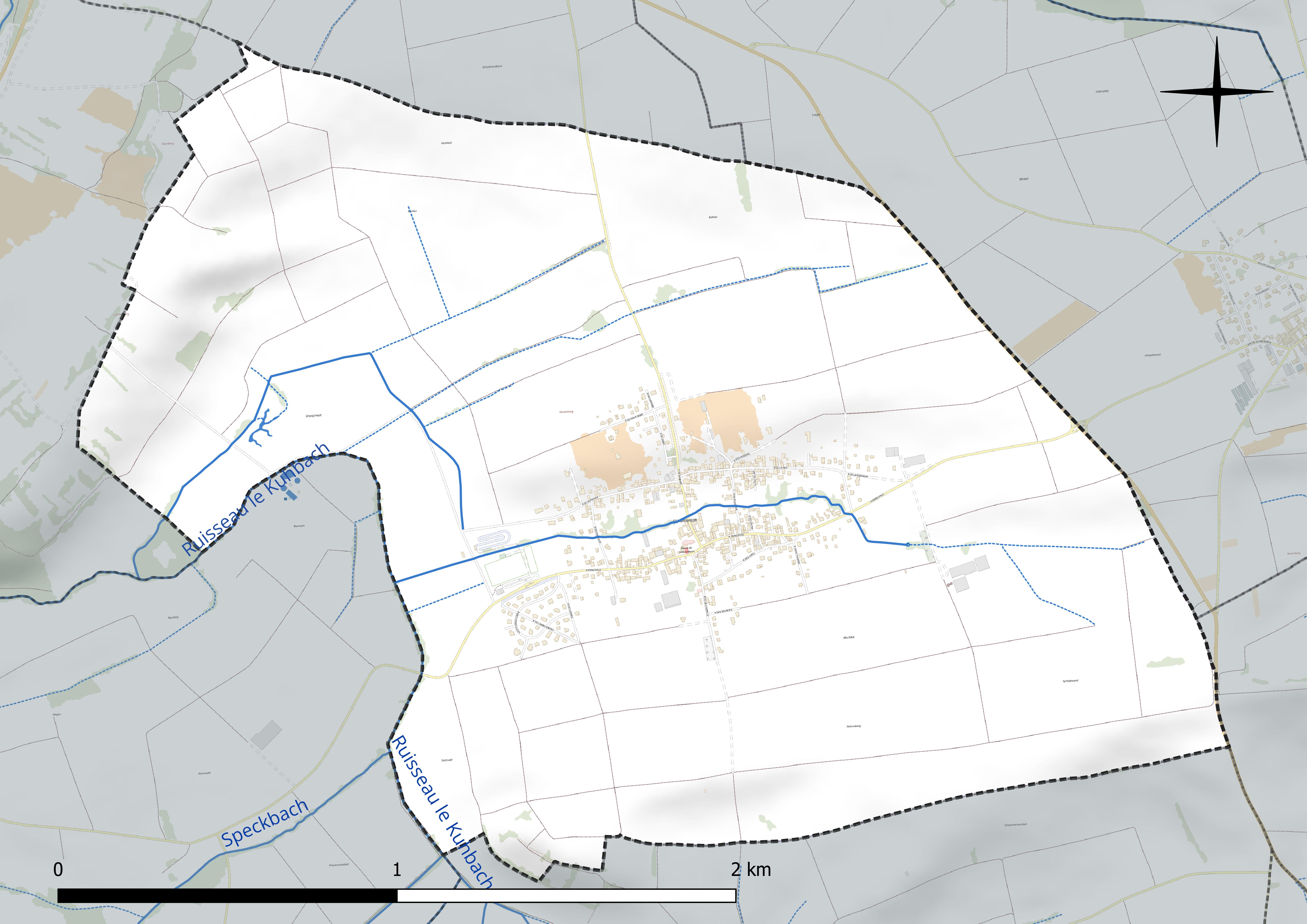
Réseau hydrographique de Schwenheim.

### Climat
Pour des articles plus généraux, voir Climat du Grand Est et Climat du Bas-Rhin.
En 2010, le climat de la commune est de type climat des marges montargnardes, selon une étude du Centre national de la recherche scientifique s'appuyant sur une série de données couvrant la période 1971-2000. En 2020, Météo-France publie une typologie des climats de la France métropolitaine dans laquelle la commune est exposée à un climat semi-continental et est dans la région climatique  Vosges, caractérisée par une pluviométrie très élevée (1 500 à 2 000 mm/an) en toutes saisons et un hiver rude (moins de 1 °C). 
Pour la période 1971-2000, la température annuelle moyenne est de 10,3 °C, avec une amplitude thermique annuelle de 17,6 °C. Le cumul annuel moyen de précipitations est de 749 mm, avec 10,3 jours de précipitations en janvier et 10,3 jours en juillet. Pour la période 1991-2020, la température moyenne annuelle observée sur la station météorologique de Météo-France la plus proche, « Wangenbourg_sapc », sur la commune de Wangenbourg-Engenthal à 12 km à vol d'oiseau, est de 9,9 °C et le cumul annuel moyen de précipitations est de 1 131,8 mm. 
La température maximale relevée sur cette station est de 36,4 °C, atteinte le 25 juillet 2019 ; la température minimale est de −16,9 °C, atteinte le 7 février 2012,,. 
Les paramètres climatiques de la commune ont été estimés pour le milieu du siècle (2041-2070) selon différents scénarios d'émission de gaz à effet de serre à partir des nouvelles projections climatiques de référence DRIAS-2020. Ils sont consultables sur un site dédié publié par Météo-France en novembre 2022.

## Urbanisme

### Typologie
Au 1er janvier 2024, Schwenheim est catégorisée bourg rural, selon la nouvelle grille communale de densité à sept niveaux définie par l'Insee en 2022.
Elle est située hors unité urbaine. Par ailleurs la commune fait partie de l'aire d'attraction de Strasbourg (partie française), dont elle est une commune de la couronne,. Cette aire, qui regroupe 268 communes, est catégorisée dans les aires de 700 000 habitants ou plus (hors Paris),.

### Occupation des sols
L'occupation des sols de la commune, telle qu'elle ressort de la base de données européenne d’occupation biophysique des sols Corine Land Cover (CLC), est marquée par l'importance des territoires agricoles (88,7 % en 2018), en diminution par rapport à 1990 (90 %). La répartition détaillée en 2018 est la suivante : terres arables (65,4 %), zones agricoles hétérogènes (23,1 %), zones urbanisées (11,3 %), prairies (0,1 %). L'évolution de l’occupation des sols de la commune et de ses infrastructures peut être observée sur les différentes représentations cartographiques du territoire : la carte de Cassini (XVIIIe siècle), la carte d'état-major (1820-1866) et les cartes ou photos aériennes de l'IGN pour la période actuelle (1950 à aujourd'hui).

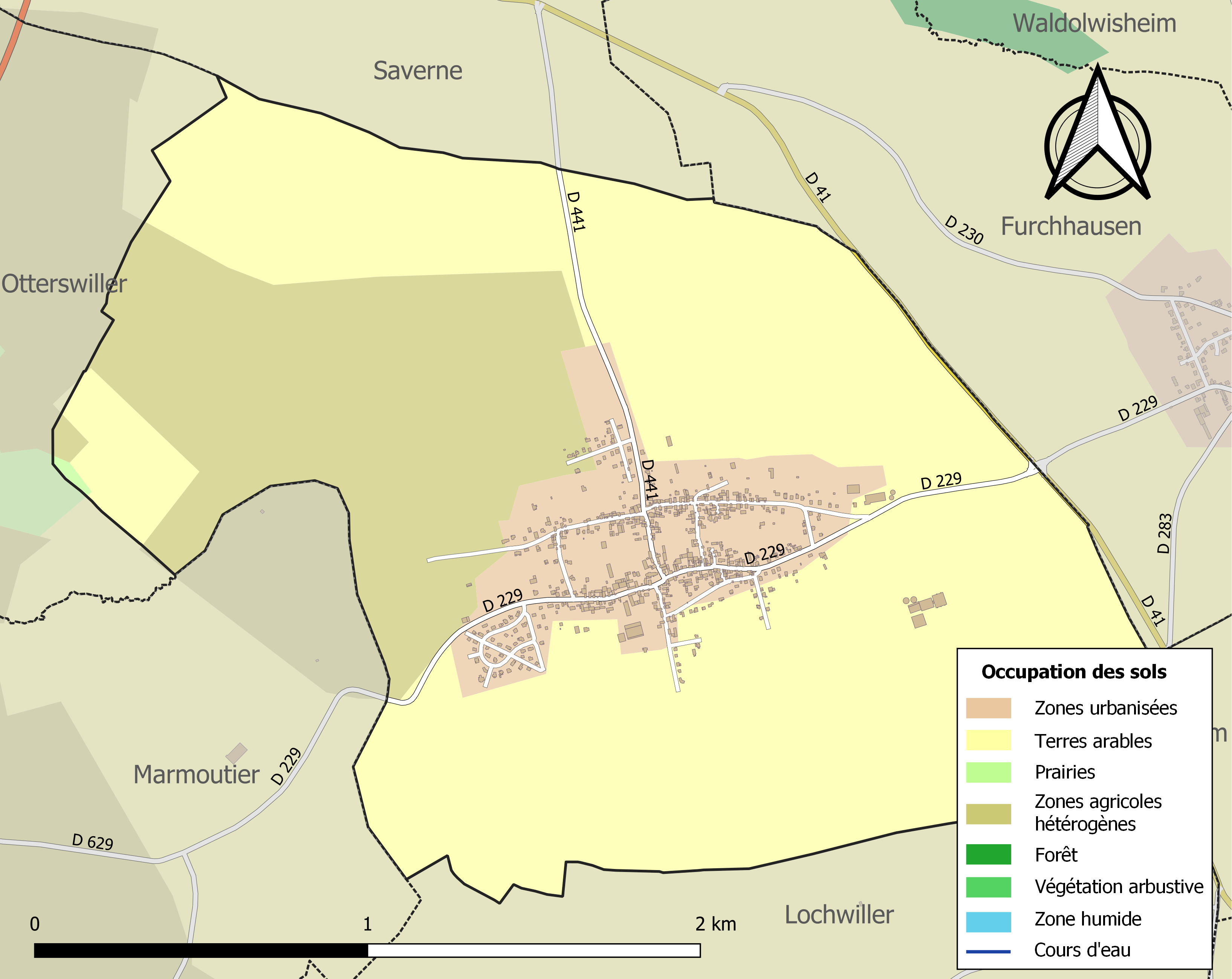
Carte des infrastructures et de l'occupation des sols de la commune en 2018 (CLC).

## Histoire
Un document de l´an 724 est falsifié. Un autre document de l´an 900, publié dans la charte "Carta bonorum Mauri Monasterii" est authentique (voir "Regnum Francorum online")
| Blason de Schwenheim | Blason  | D'azur aux trois haches d'armes d'or. |
| Blason de Schwenheim | Détails |                                       |

## Politique et administration
| Période                                  | Période                   | Identité                                            | Étiquette | Qualité |
| ---------------------------------------- | ------------------------- | --------------------------------------------------- | --------- | ------- |
| mars 2001                                | mars 2008                 | Gérard Schalck                                      |           |         |
| mars 2008                                | 2014                      | Alain Koehler                                       |           |         |
| 2014                                     | En cours (au 31 mai 2020) | Gabriel Oelschlaeger Réélu pour le mandat 2020-2026 |           |         |
| Les données manquantes sont à compléter. |                           |                                                     |           |         |

## Démographie
L'évolution du nombre d'habitants est connue à travers les recensements de la population effectués dans la commune depuis 1793. Pour les communes de moins de 10 000 habitants, une enquête de recensement portant sur toute la population est réalisée tous les cinq ans, les populations de référence des années intermédiaires étant quant à elles estimées par interpolation ou extrapolation. Pour la commune, le premier recensement exhaustif entrant dans le cadre du nouveau dispositif a été réalisé en 2004.

En 2022, la commune comptait 744 habitants, en évolution de −3 % par rapport à 2016 (Bas-Rhin : +3,17 %, France hors Mayotte : +2,11 %).
| 1793 | 1800 | 1806 | 1821 | 1831 | 1836 | 1841 | 1846 | 1851 |
| ---- | ---- | ---- | ---- | ---- | ---- | ---- | ---- | ---- |
| 398  | 693  | 709  | 829  | 892  | 964  | 909  | 933  | 924  |

| 1856 | 1861 | 1866 | 1871 | 1875 | 1880 | 1885 | 1890 | 1895 |
| ---- | ---- | ---- | ---- | ---- | ---- | ---- | ---- | ---- |
| 903  | 904  | 874  | 856  | 875  | 823  | 815  | 814  | 802  |

| 1900 | 1905 | 1910 | 1921 | 1926 | 1931 | 1936 | 1946 | 1954 |
| ---- | ---- | ---- | ---- | ---- | ---- | ---- | ---- | ---- |
| 781  | 741  | 758  | 627  | 737  | 727  | 667  | 612  | 575  |

| 1962 | 1968 | 1975 | 1982 | 1990 | 1999 | 2004 | 2006 | 2009 |
| ---- | ---- | ---- | ---- | ---- | ---- | ---- | ---- | ---- |
| 602  | 594  | 587  | 562  | 568  | 628  | 684  | 684  | 663  |

| 2014 | 2019 | 2022 | - | - | - | - | - | - |
| ---- | ---- | ---- | - | - | - | - | - | - |
| 752  | 746  | 744  | - | - | - | - | - | - |

## Lieux et monuments
- Chapelle de pèlerinage de la Sainte-Croix[20].
- Église paroissiale Saint-Vincent-et-Saint-Anastase[21],[22].
- Presbytère, actuellement logement[23].
- Maison au 131, rue Principale.

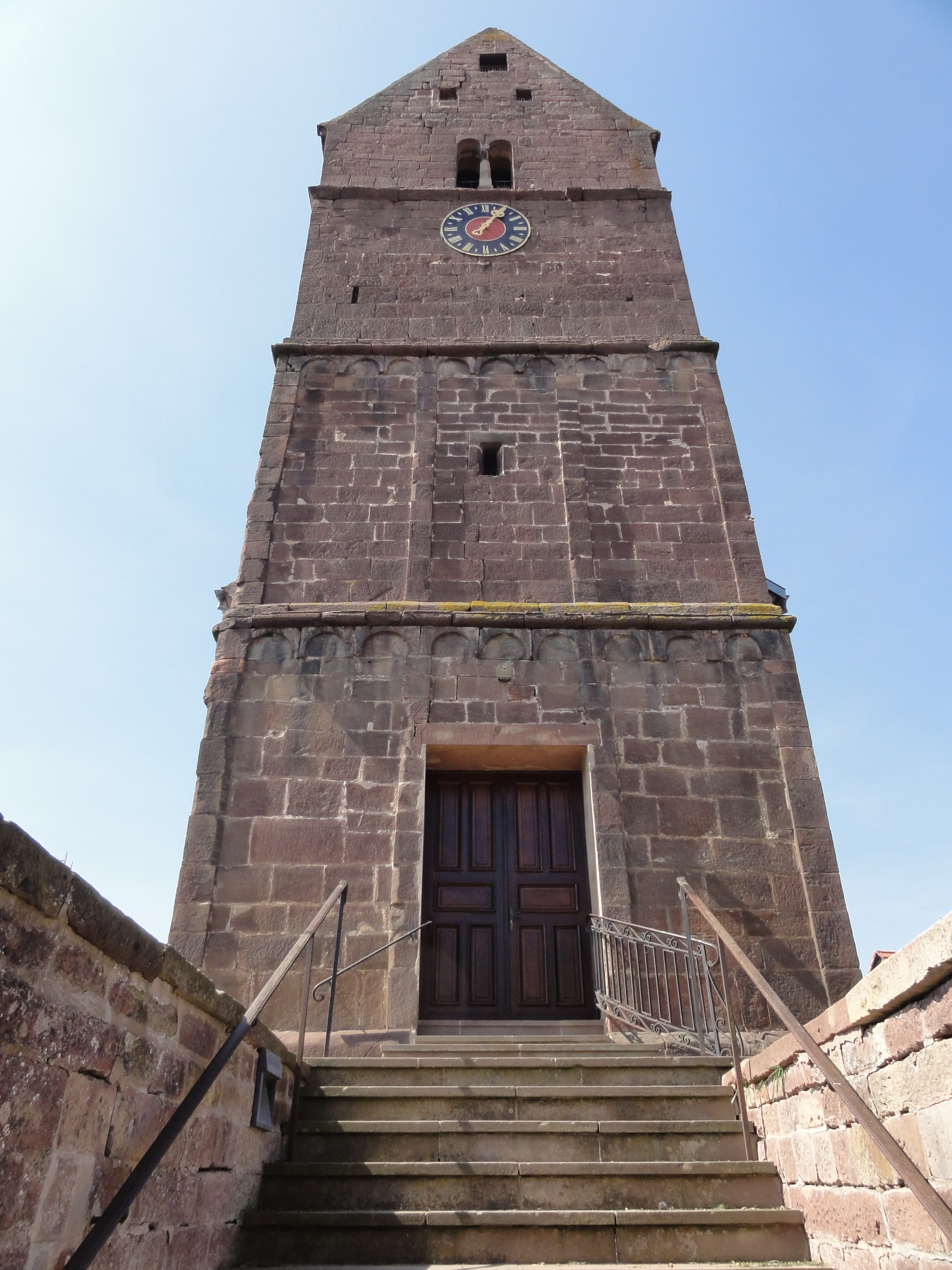
Église Saints-Vincent-et-Anastase (XIIe-XIXe).
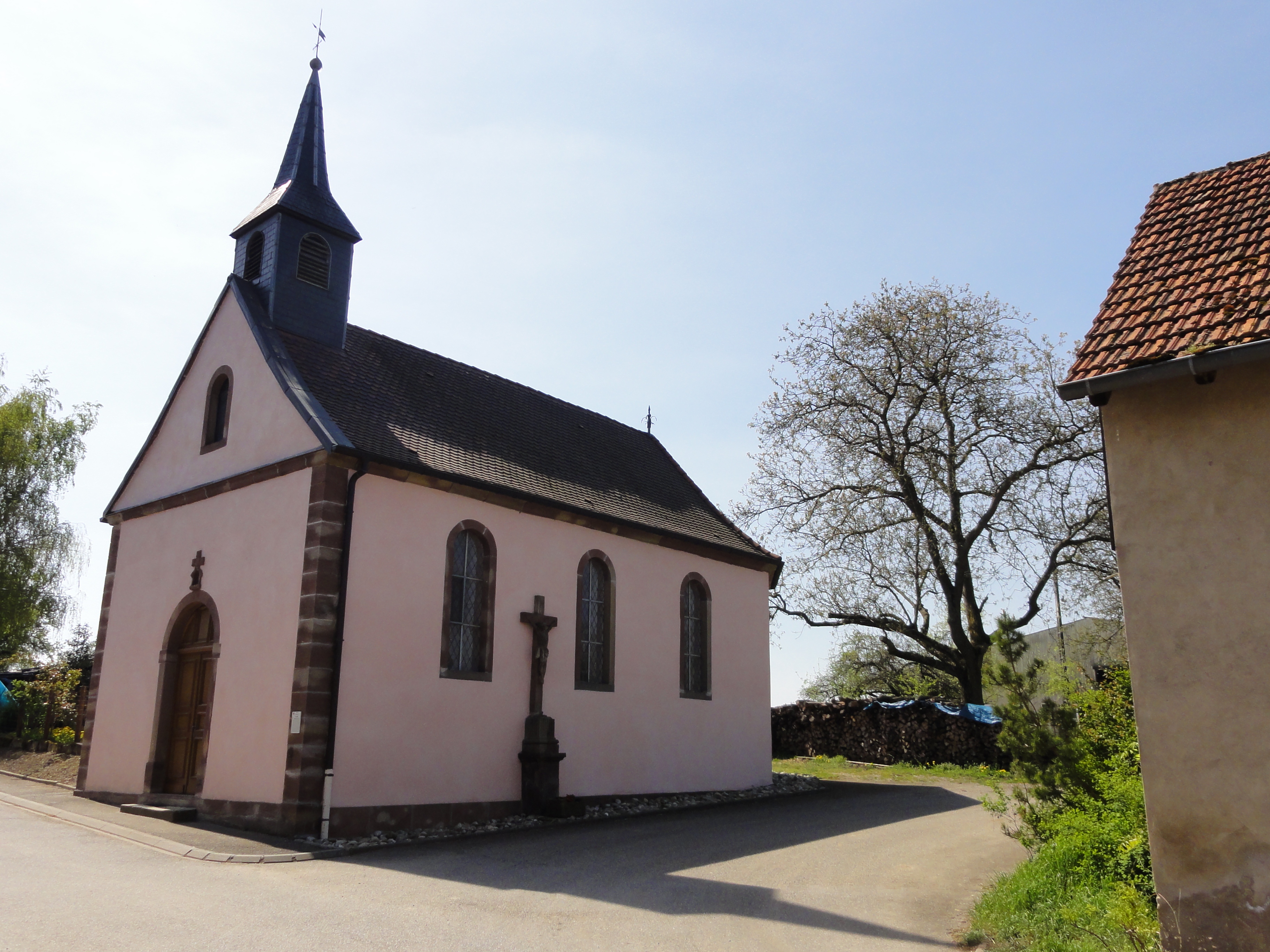
Chapelle de la Sainte-Croix (XVIIIe-XIXe), rue de la Chapelle.
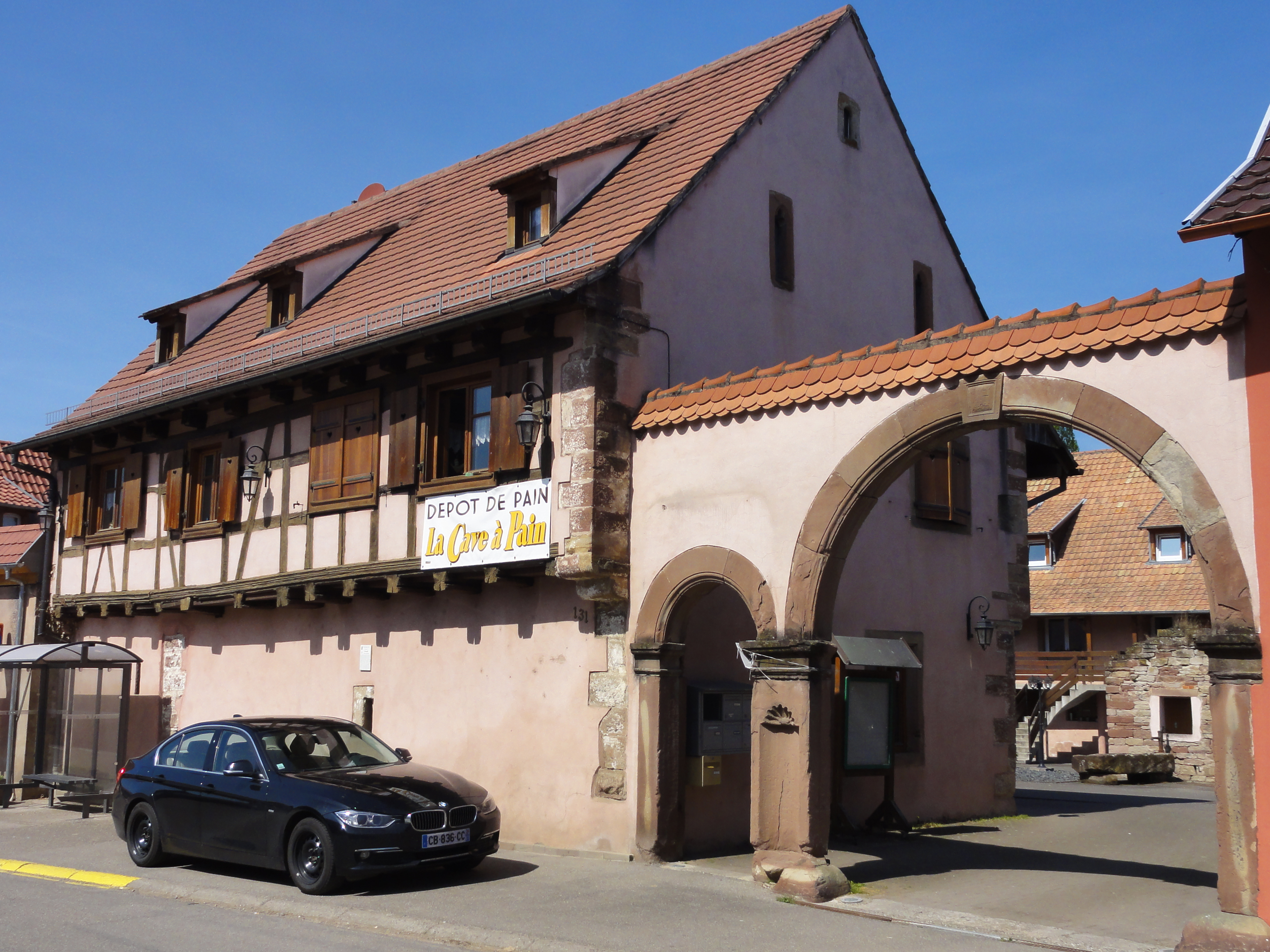
Maison (XIIIe-XVIe), 131 rue Principale.